# 論日本
『論日本』（ろんにっぽん）は、中国の於信強が2005年に出版した漫画。日本では、2006年にブックマン社から出版されている（ISBN 4893086464）。日本語版の後書きは佐藤優が担当。
日中間の歴史認識問題について書かれており、作者自身が『新ゴーマニズム宣言スペシャル・台湾論』に触発されて書いたと発言したこともあり、俗に赤いゴーマニズム宣言とも呼ばれている。

## 概要
文章と共に半頁分のイラストが書かれており、漫画というよりもイラストつきの解説書という体裁である。なお、内容は中国共産党の歴史認識に沿ったものであり、中国の出版事情（共産党の許可が必要）もあり、実質中国共産党公認とみてよい。
なお、日本人についての認識、歴史的事実など、内容には極めて多くの事実誤認が指摘されている。右派を自称する予備校講師兼作家の竹内睦泰が、巻末に10ページにもわたって詳しく注釈を記している。この注釈は、結果的に、中国人の日本史観を否定するような内容となったため、竹内は自らのブログで「しばらく自分は中国への入国を制限されるだろう」と発言している。実際に入国禁止になったかは不明。
上の二つの要素から、一部の日本の論客は、本書に対して「中国人と中国共産党の日本人・日本史観を率直にあらわした快著」という評価を与えた。

### 内容
- 昔ばなし「史太郎」
- 四十七浪人の物語
- 豊臣秀吉のこと
- 神風とフビライ・ハン
- 石原慎太郎
- 東條英機
- 中国の制度を導入
- 中華文明の受益者、文字の導入
- 島国根性
- 飲食習慣が日本人に与えた影響

ほか